# Plestiodon stimpsonii
Plestiodon stimpsonii là một loài thằn lằn trong họ Scincidae. Loài này được Thompson mô tả khoa học đầu tiên năm 1912.

## Hình ảnh

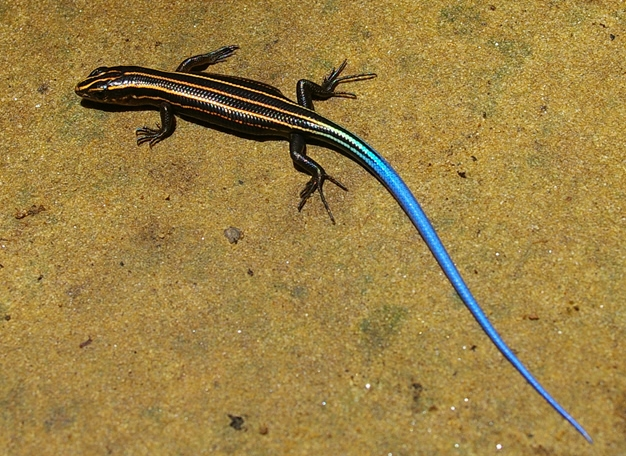